# Циклосерин
Циклосерин — антибиотик, выделенный из культур Streptomyces orchidaceus, S.garyphalus, S.lavendulus, противотуберкулёзное средство. Его структура впервые была описана в публикации Ф. Хайди с соавторами в 1955 году. Тогда циклосерин рассматривался ещё только как высокотоксичное вещество.

## Физико-химические свойства
Циклосерин образует ромбические кристаллы от белого до светло-желтого цвета, хорошо растворимые в воде. Водные растворы стабильны в основной среде, однако циклосерин крайне быстро разрушается в кислых средах, что является основной проблемой приема циклосерина в форме таблеток. В водных растворах также отмечается существование двух таутомерных форм.

## Фармакологическое описание
Синонимы: Циклокарин, Цикловалидин, Клозин, Клозерин, Фармизерина, Новосерин, Ориенто-мицин, Оксамицин, Сероциклина, Серомицин, Тебемицин, Тизомицин.

### Фармакологическое действие
Препарат обладает широким спектром антибактериального действия: угнетает грамположительные и грамотрицательные бактерии. Наиболее ценным свойством является его способность задерживать рост микобактерий туберкулеза (возбудителей туберкулеза). По активности уступает стрептомицину, изониазиду и фтивазиду, но действует на микобактерий туберкулеза, устойчивых к этим препаратам и пара-аминосалициловой кислоте. Конкурентный антагонист D-аланина. Ингибирует ферменты, ответственные за синтез этой кислоты в МБТ. В зависимости от концентрации может давать как бактериостатический, так и бактерицидный эффект. Устойчивость наблюдается редко, даже при длительной терапии. Подходит для лечения комплекса M. avium-intracellulare и других атипичных микобактериозов. Препарат проходит во все органы и ткани, ГЭБ , через плаценту. Выводится почками, удаляется при гемодиализе.

### Показания к применению
Циклосерин рассматривается как «резервный» противотуберкулезный препарат, то есть назначаемый больным хроническими формами туберкулеза, у которых ранее применявшиеся основные препараты перестали оказывать эффект. Циклосерин можно также сочетать с основными препаратами для предупреждения развития резистентности (устойчивости к препарату) микобактерий. Возможно также комбинированное использование циклосерина с другими препаратами II ряда, этионамидом, пиразинамидом и др.
При лечении циклосерином могут наблюдаться побочные явления, обусловленные главным образом токсическим влиянием препарата на нервную систему: головная боль, головокружение, бессонница (иногда, наоборот, сонливость), беспокойство, повышенная раздражительность, ухудшение памяти, парестезии (чувство онемения в конечностях), периферические невриты (воспаление нервов). Иногда возможны более тяжелые симптомы: чувство страха, психастенические состояния (состояние, характеризующееся быстрой сменой настроения, склонностью к депрессии /подавленности/ и т. д.), галлюцинаторные феномены (бред, видения, приобретающие характер реальности), эпилептиформные припадки (припадки, протекающие по типу эпилептических), потеря сознания. Эти явления обычно проходят при уменьшении дозы или отмене препарата.

### Противопоказания
Органические заболевания центральной нервной системы, эпилепсия, нарушения психики, а также наличие в анамнезе (истории болезни) указаний на психические болезни. Нельзя принимать циклосерин перед хирургическим вмешательством и в первую неделю после него. С осторожностью следует назначать препарат при нарушении функции почек, лицам с неустойчивой психикой, страдающим алкоголизмом.